# Popelník (spalovací zařízení)

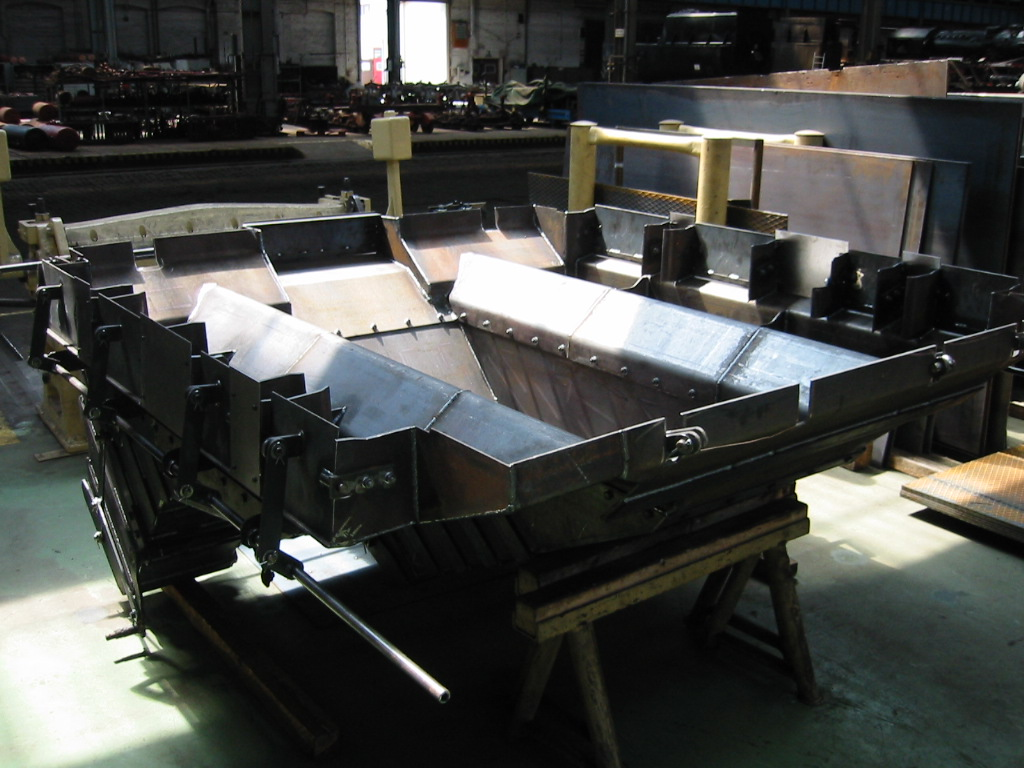
Lokomotivní popelník typu Stühren

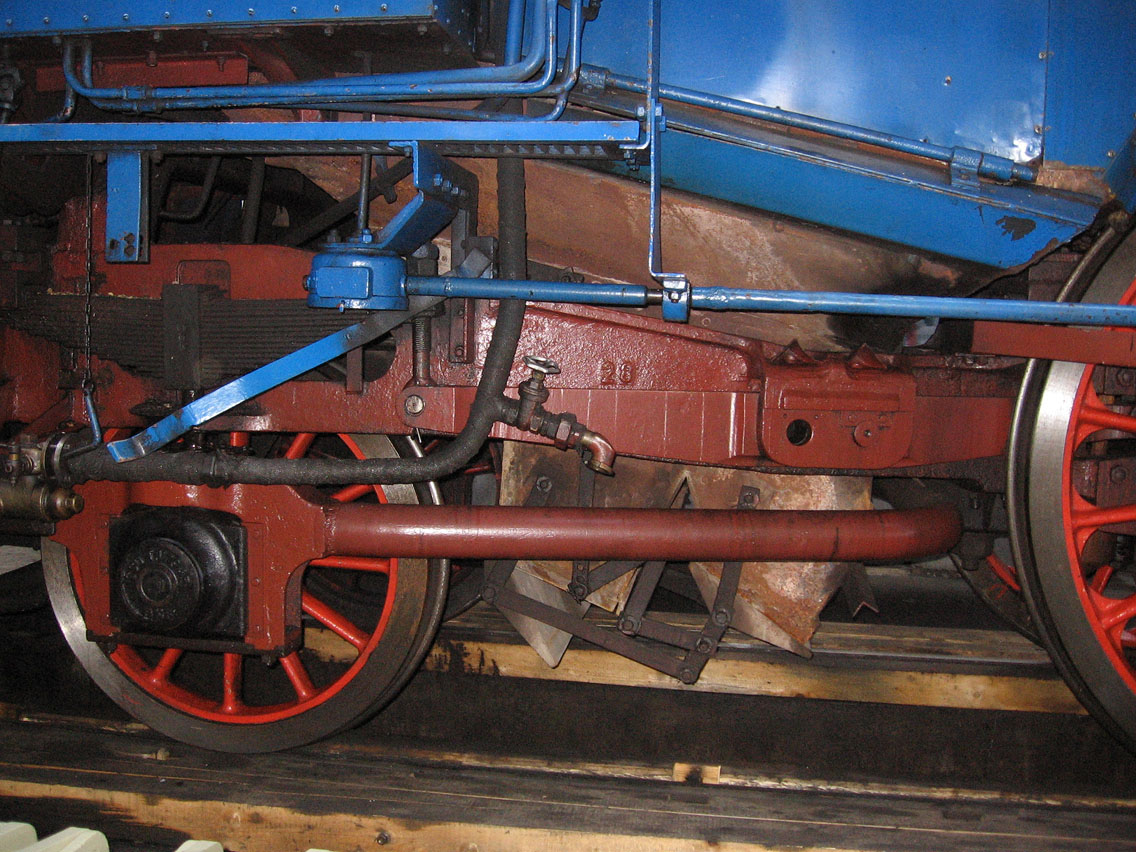
Popelník lokomotivy 498.022 s pákami pro otevření vysypávacích otvorů

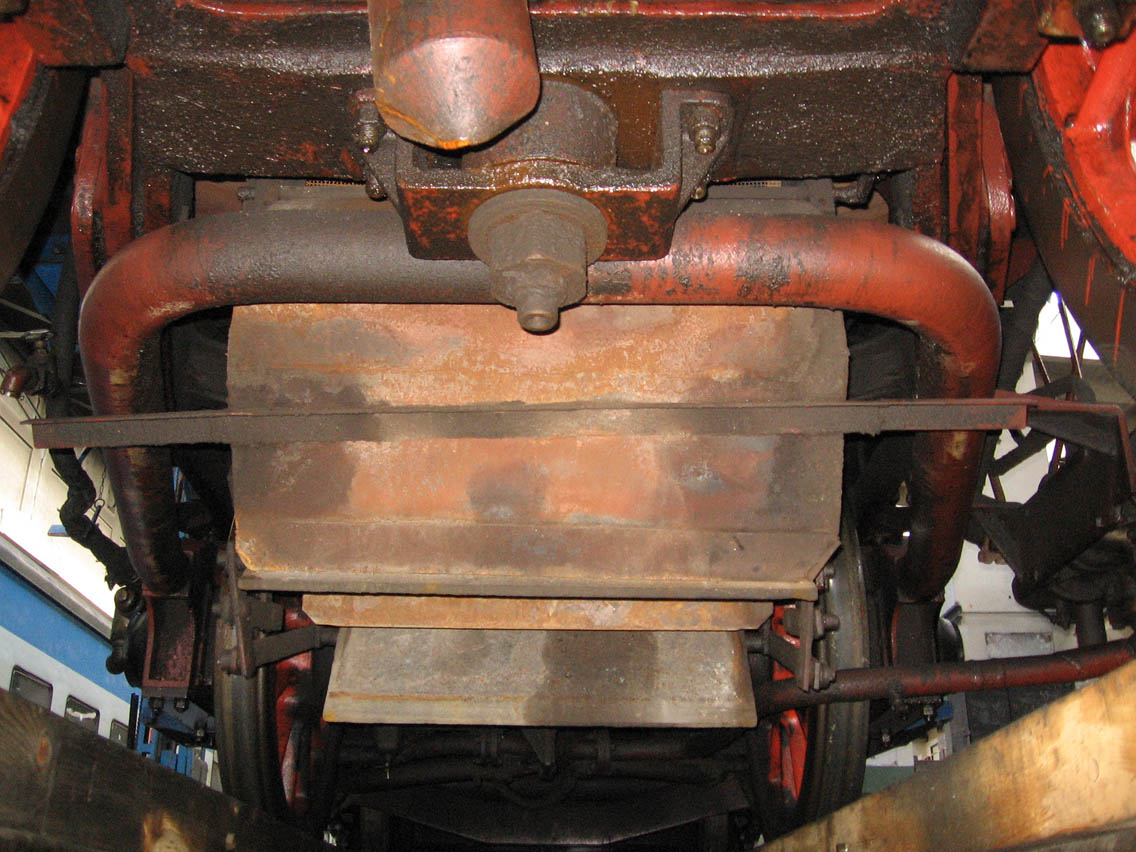
Totéž odspodu

Popelník je nedílnou součástí všech zařízení se spalováním pevných paliv. Slouží k hromadění popela, který do popelníku propadává roštem. 
Malé popelníky - například u kamen - bývají vyjímatelné. Jsou umístěny pod roštem tak, aby jejich půdorys zaujímal nejméně celý půdorys roštu a nedocházelo k propadávání popela mimo popelník. 
V případě parních kotlů bývá popelník neodnímatelně spojen s konstrukcí topeniště. Součástí takového popelníku jsou i klapky k regulaci proudění vzduchu skrz topeniště.
Vyprazdňování probíhá zpravidla otevřením otvoru ve dně popelníku. U lokomotiv se odpopelování provádělo na popelových jámách, které bývaly umístěny nejen ve výtopnách, ale i na nádražích v místech pravidelného zastavování vlaků, zpravidla společně s vodním jeřábem. Lokomotivní četa využívala pobyt vlaku k doplnění vody, promazání ložisek a odpopelování. 